# Ісамаль
Ісама́ль (ісп. Izamal) — невелике місто в мексиканському штаті Юкатан. Містечко розташоване за 72 км від столиці штату Мериди. У Юкатані Ісамаль відомий передусім як «жовте місто». Зумовлено це тим, що більшість будівель міста пофарбовані в жовтий колір. У місті також багато залишків культових споруд мая.

## Галерея

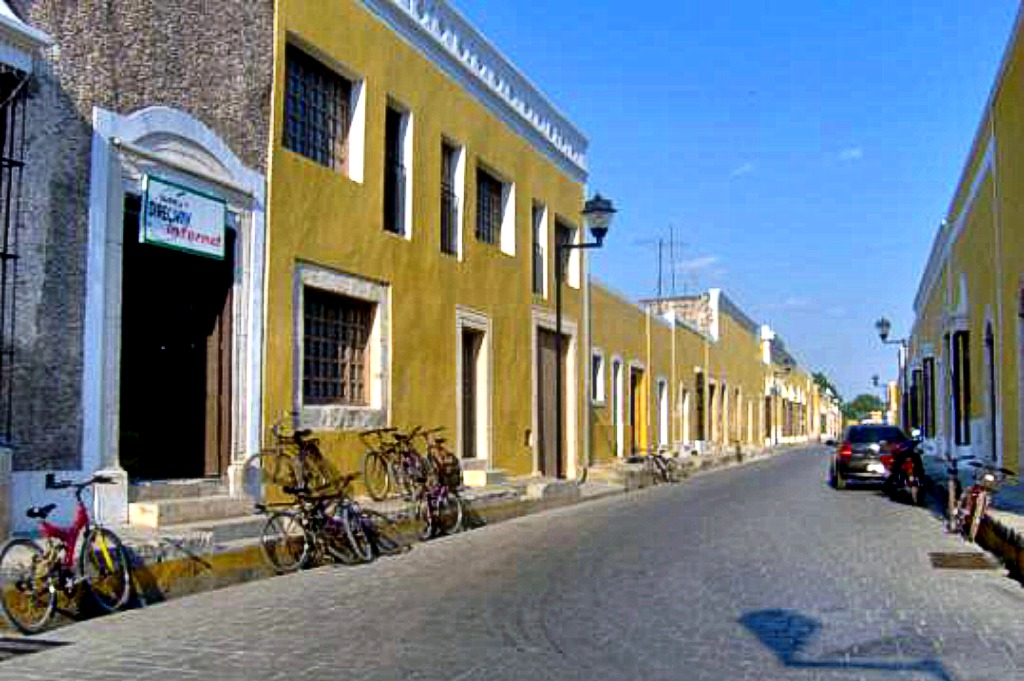
Вулиця міста
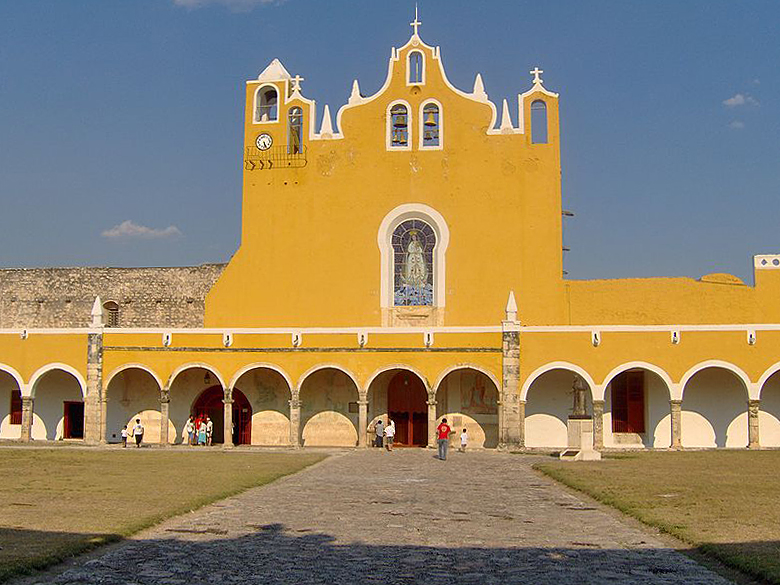
Фасад монастиря
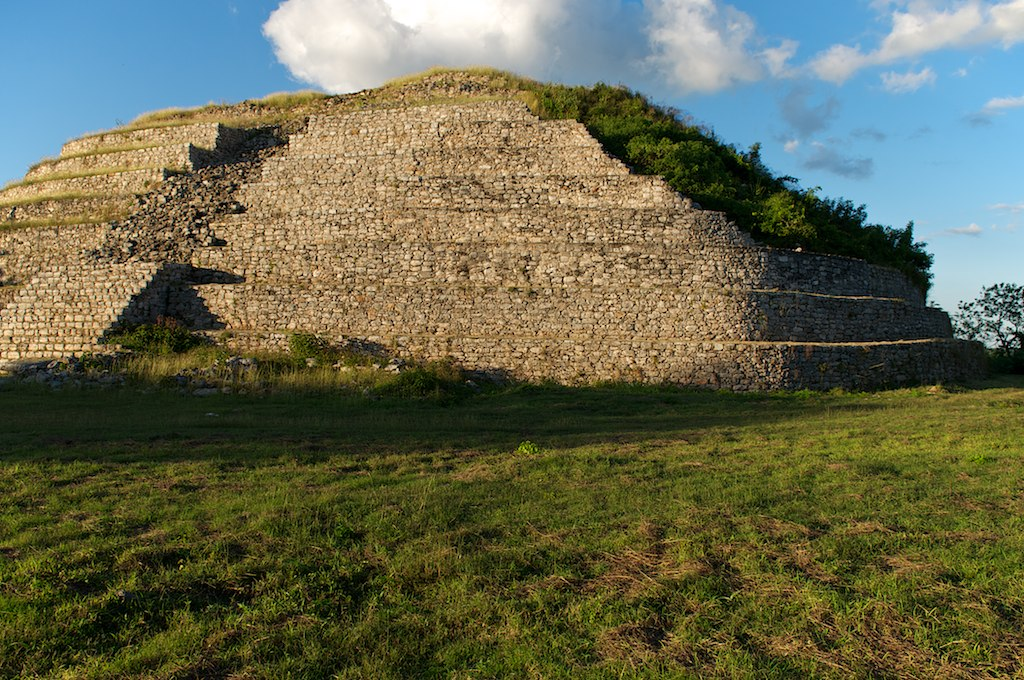
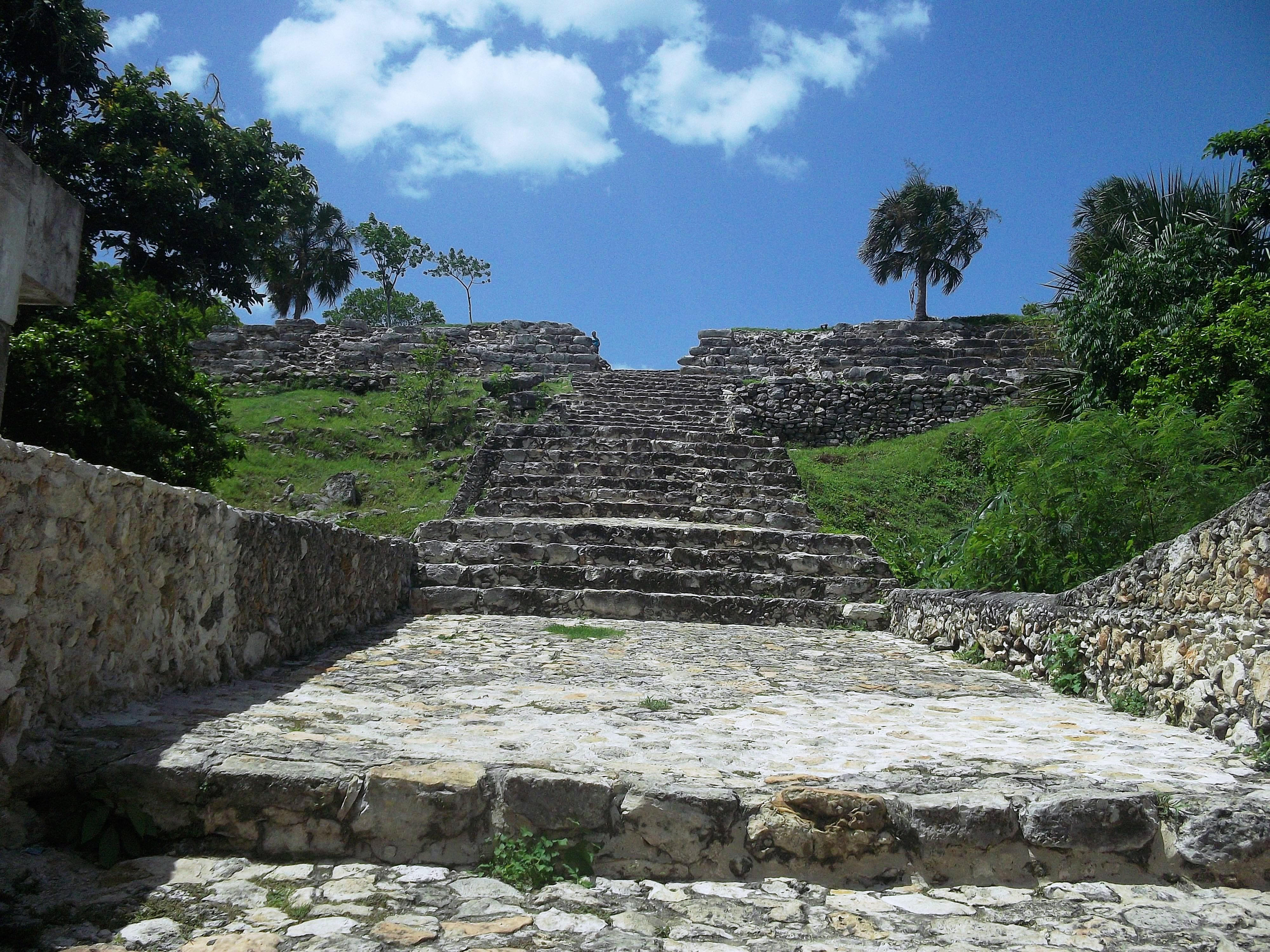
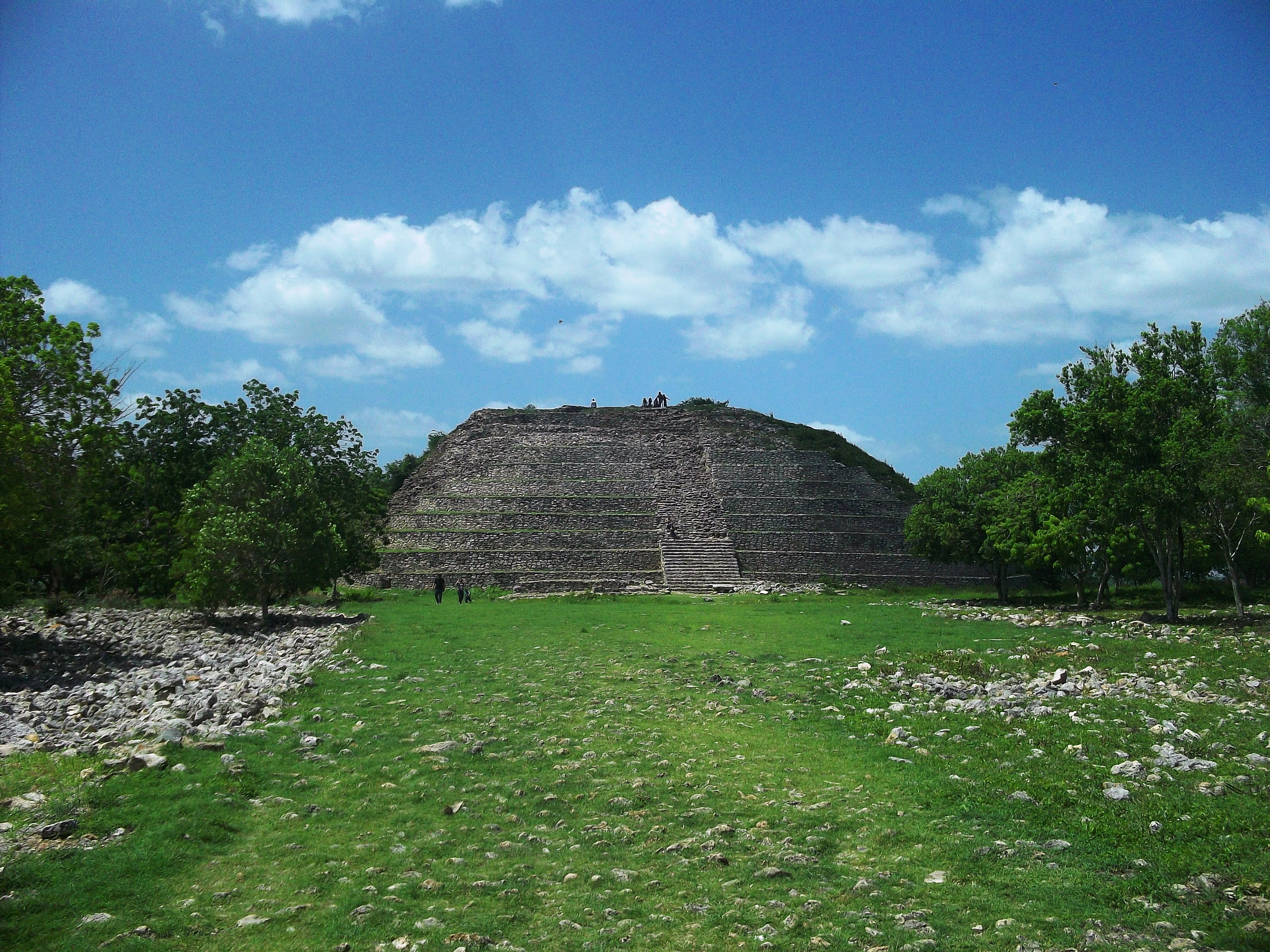
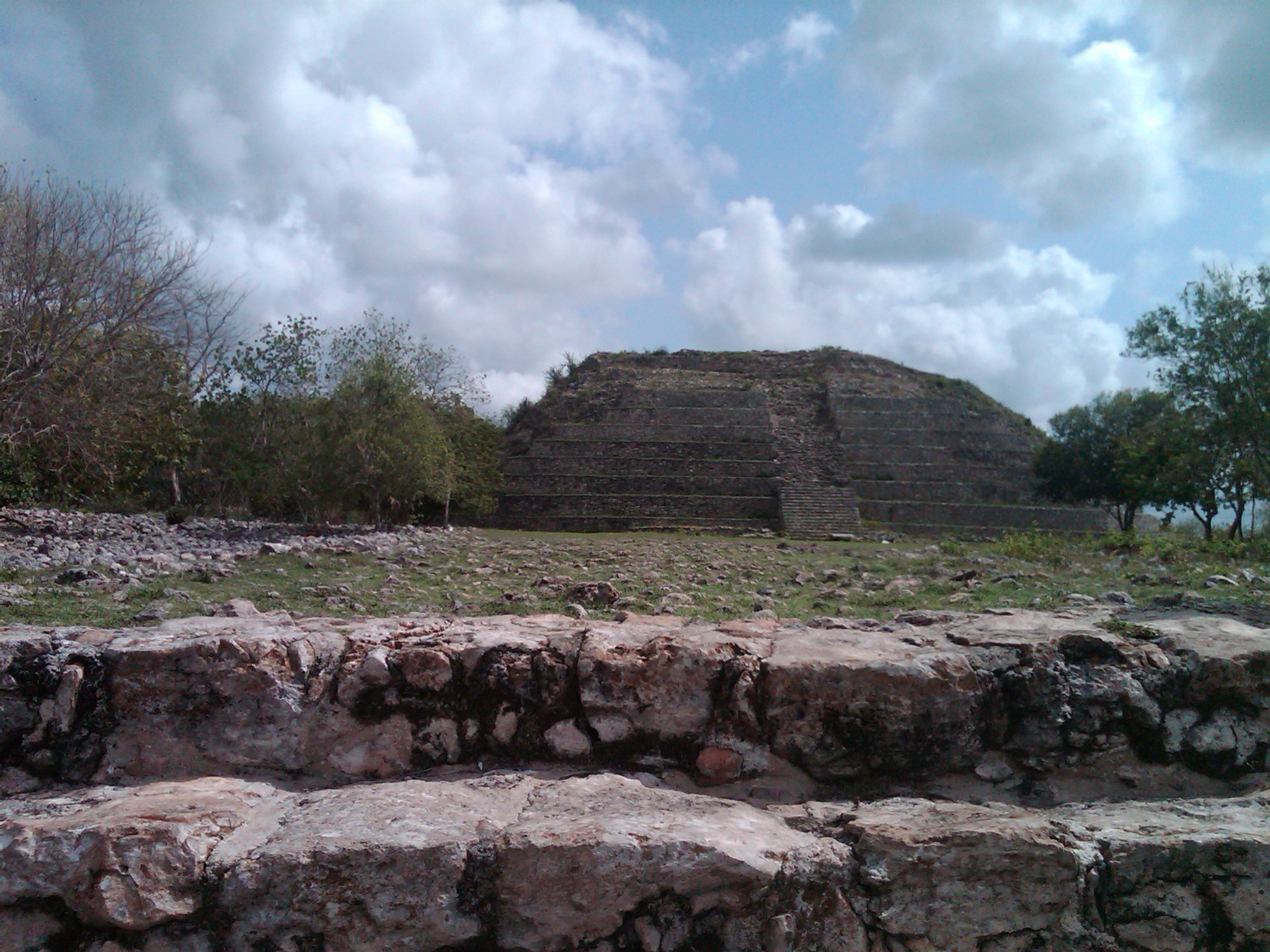